# Подорож до раю
«Подорож до раю» («Kelionė į rojų») — радянський художній фільм 1980 року, знятий режисером Арунасом Жебрюнасом на Литовській кіностудії.

## Сюжет
За мотивами новели Германа Зудермана «Подорож до Тільзіту». Багата вдова Марта Анкер прибуває на своїй яхті до рідних країв. Спостерігаючи за Мартою в підзорну трубу, пастор Гопке радіє майбутній зустрічі. Але Марта не поспішає. Вона щойно врятувала від загибелі молодого рибалку, пишається собою і впевнена, що заслуговує на подяку. Однак Ансас Бальчюс не тонув і його життю ніщо не загрожувало, коли ця дивна жінка полізла до нього у воду. Там, на березі, на нього чекають не дочекаються дружина Індре та двоє дітей. У минулому місцева бідолаха Марта, яку колись давно принизив Гопке, давно й сильно страждає. Вона нещасна, самотня, божевільна та зла. І злість ця вся в неї на обличчі. Проте їй вдається вмовити Ансаса, щоб той, поїхавши з Індре до Тільзіту, повернувся до неї один і вільний, втопивши дружину в морі.

## У ролях
- Альгірдас Латенас — Ансас Бальчюс (дублював Вадим Гущин)
- Ріманте Крилавічюте — Індре, дружина Ансаса Бальчюса (дублювала Тетяна Іванова)
- Егле Габренайте — Марта Анкер  (дублювала Галина Чигінська)
- Юріс Стренга — пастор Хопке
- Вітаутас Паукште — Якштайтіс (озвучив Ігор Єфімов)
- Антанас Шурна — жандарм (дублював Лев Лемке)
- Костас Сморігінас — прищавий хлопець (дублював Євген Леонов-Гладишев)
- Нійоле Ожеліте — Буше, служниця Марти (дублювала Лідія Колпакова)
- Юозас Ярушявічюс — Мінгелас
- Владас Сіпайтіс — Косінскіс, директор дитячого притулку
- Донатас Каткус — Таубліц
- Відас Петкявічюс — Франц
- Бенедіктас Багочюс — епізод
- Вітаутас Ейдукайтіс — городянин
- Фелікс Ейнас — морський капітан
- Вітаутас Гріголіс — пан із оточення Марти
- Т. Якубавічюс — епізод
- Чесловас Юдейкіс — епізод
- Альгірдас Кубілюс — пан у церкві
- Гедимінас Пранцкунас — пан у церкві
- Зенонас Рочіс — епізод
- Александрас Рібайтіс — епізод
- Едгарас Савіцкіс — городянин
- Є. Шукіте — епізод
- Р. Шукіс — епізод
- Даля Тарайлайте — дочка Таубліца
- Регіна Варнайте — городянка
- Довіле Зельчюте — дочка Таубліца
- Альгірдас Шемешкявічюс — офіціант
- Ремігіюс Вілкайтіс — молодий пан, що обідає у ресторані
- Альгімантас Бружас — глава сімейства, що обідає у ресторані
- Рімантас Штарас — епізод
- Аугустінас Паярскас — епізод
- Антаніна Мацкявічюте — дама у ресторані

## Знімальна група
- Режисер — Арунас Жебрюнас
- Сценарист — Саулюс Шальтяніс
- Оператор — Йонас Гріцюс
- Композитор — Лайміс Вілкончюс
- Художник — Філомена Вайтекунене